# Cacau Park
Cacau Park es un parque temático en desarrollo por Cacau Show, una empresa brasileña del sector de chocolates. Con una inversión estimada en 2 mil millones de reales, el proyecto se construirá en un terreno de aproximadamente 7 millones de metros cuadrados, ubicado en la ciudad de Itu, São Paulo. El plan contempla la creación de diversas áreas temáticas dedicadas al universo del chocolate, además de una infraestructura amplia que incluye hoteles, un centro comercial, un centro de convenciones y condominios residenciales. Con su inauguración prevista para 2027, el parque tiene el potencial de consolidarse como uno de los mayores parques temáticos de América Latina.

## Historia
El proyecto es el resultado de un antiguo sueño de Alexandre Costa, fundador de Cacau Show, quien desde 2019 buscaba ingresar al sector de entretenimiento. En ese año surgieron rumores sobre su interés en adquirir Beto Carrero World, lo cual no se concretó. Durante el período de la pandemia de COVID-19, Costa intentó comprar Hopi Hari, entonces en proceso de recuperación judicial, pero nuevamente sin éxito.
La trayectoria de diversificación de Cacau Show comenzó a consolidarse en 2021, con la adquisición de un hotel en Campos do Jordão, seguida en 2022 por la inauguración del Bendito Cacao Resort & Spa en la misma ciudad. En febrero de 2024, la empresa dio un paso significativo al adquirir el Grupo Playcenter y sus operaciones de parques indoor, como Playland y Playcenter Family, que pasaron a llevar el nombre "by Cacau Show".
El anuncio oficial de Cacau Park tuvo lugar el 2 de diciembre de 2024, durante una ceremonia celebrada en el Palacio de los Bandeirantes, sede del Gobierno del Estado de São Paulo. El evento contó con la presencia del gobernador Tarcísio de Freitas, destacando la relevancia económica y social del proyecto para la región. Las obras están programadas para comenzar próximamente, con una inauguración prevista para 2027. Según el anuncio, el emprendimiento abarcará un área total de 7 millones de metros cuadrados, incluyendo 950 mil metros cuadrados de área construida y 400 mil metros cuadrados reservados para el parque temático. Con todas las áreas temáticas, atracciones e infraestructura completas para la inauguración, el parque se posicionará como uno de los más grandes de América Latina. El parque contará con más de 100 atracciones, destacándose la futura montaña rusa más grande de América Latina, con 55 metros de altura, una velocidad máxima de 120 km/h alcanzada en cinco segundos y un recorrido de 1 km de longitud. La estructura será fabricada por la empresa holandesa Vekoma Rides, especializada en la producción de montañas rusas y equipos para parques de atracciones.
Además de su propuesta innovadora, Cacau Park tendrá un impacto significativo en la economía local y nacional. Durante la fase de construcción, se espera que el proyecto genere aproximadamente 2.800 empleos directos. Tras su apertura, se estima que el parque cree 3.000 empleos directos y 6.000 indirectos, con una proyección de impacto económico de 35 mil millones de reales durante los primeros diez años de operación. A pesar de la adquisición del Grupo Playcenter, Cacau Park será un proyecto completamente nuevo, sin reutilización de atracciones o estructuras preexistentes.